# Raymond Cazelles
Raymond Cazelles, né le 23 juillet 1917 à Deuil (Seine-et-Oise) et mort le 2 janvier 1985 à Paris, est un historien français, spécialiste du XIVe siècle,.

## Biographie
Ancien élève de l'École nationale des chartes (promotion 1945), il est le conservateur des collections du musée Condé de Chantilly de 1971 à 1983.
Le 22 novembre 1958, Cazelles défend à la Sorbonne sa thèse de doctorat ès lettres, intitulée La société politique et la crise de la royauté sous Philippe de Valois ; sa thèse complémentaire est consacrée aux Lettres closes, lettres « de par le roy » de Philippe de Valois. Le jury est constitué d'Édouard Perroy, Robert Fawtier, Georges Tessier, Yves Renouard et Michel Mollat du Jourdin, et accorde à Raymond Cazelles la mention « très honorable ».

## Publications

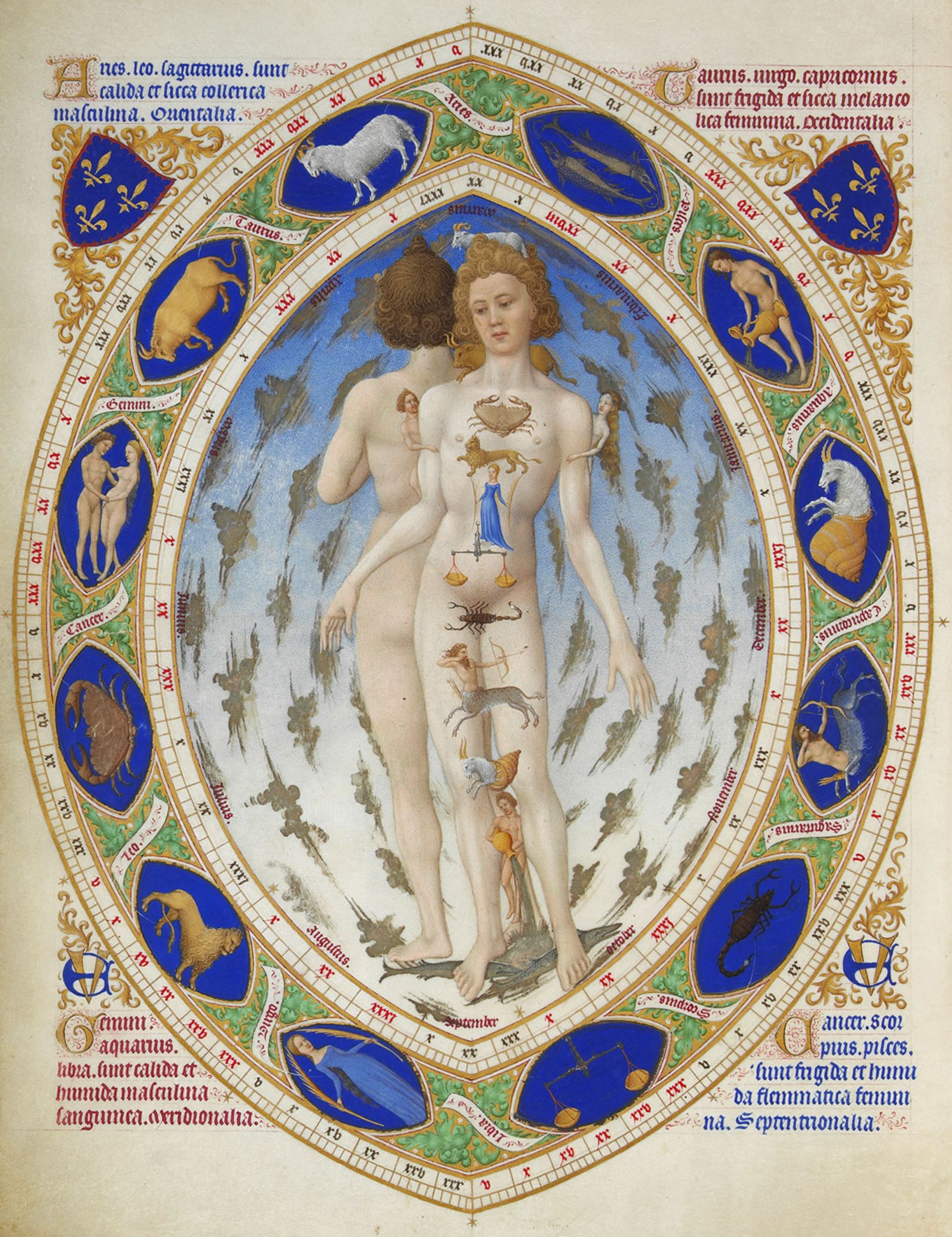
L'homme anatomique, une des enluminures des Très Riches Heures du duc de Berry.

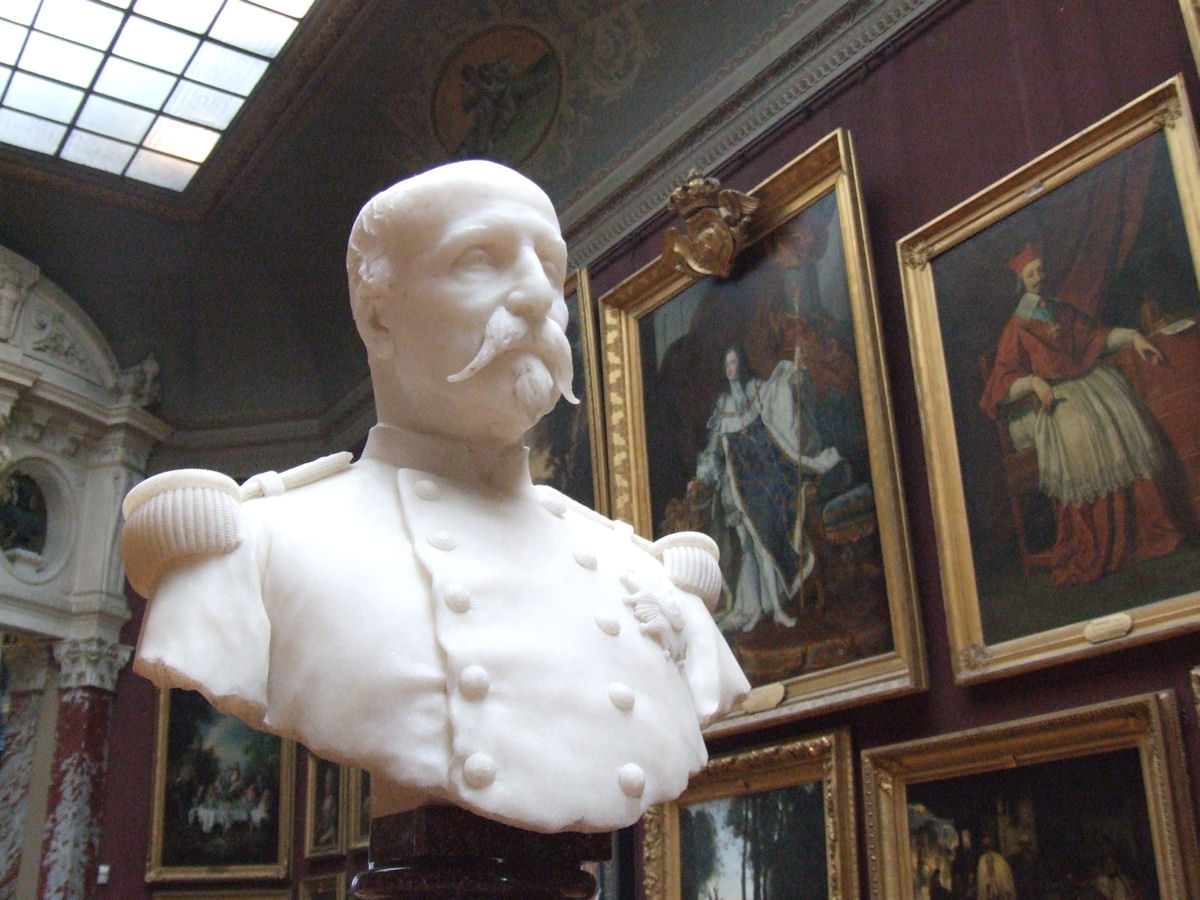
Buste de Henri d'Orléans, duc d'Aumale au musée Condé.

- Raymond Cazelles, Jean l'Aveugle : comte de Luxembourg, roi de Bohême, Bourges, Tardy, 1947, XVI-292 p. (SUDOC 066417287) [compte rendu en ligne]
- Raymond Cazelles, La société politique et la crise de la royauté sous Philippe de Valois, Paris, D'Argences, coll. « Bibliothèque elzévirienne. Nouvelle série. Études et documents », 1958, 495 p., [compte rendu en ligne], [compte rendu en ligne], [compte rendu en ligne]
- Raymond Cazelles, Chantilly : Miracle des eaux, Alpina, 1er décembre 1975, 63 p. (ISBN 978-2-7000-0134-1)
- Raymond Cazelles, Société politique, noblesse et couronne sous Jean le Bon et Charles V, Genève / Paris, Droz, coll. « Mémoires et documents publiés par la Société de l'École des chartes » (no 28), 1982, 625 p. (ISBN 2-600-04531-7 et 9782600045315, lire en ligne)
- Raymond Cazelles, Étienne Marcel : champion de l'unité française, Paris, Tallandier, 1984, 375 p. (ISBN 2-235-01580-8) réédition en 2006, sous le titre Étienne Marcel : la révolte de Paris
- Raymond Cazelles, Le Duc d'Aumale : Prince au dix visages, Paris, Tallandier, juin 1984, 490 p. (ISBN 2-235-01603-0)
- Raymond Cazelles et Johannes Rathofer, Les Très Riches Heures du Duc de Berry, Luzern, Faksimile-Verlag, coll. « Références », 1984, 416+435 (présentation en ligne)Seule édition facsimilée existante, limitée à 980 ex., avec un volume de commentaires en anglais, allemand et français
- Raymond Cazelles et Johannes Rathofer (préf. Umberto Eco), Les Très Riches Heures du Duc de Berry, Tournai, La Renaissance du Livre, coll. « Références », 2003 (1re éd. 1988), 238 p. (ISBN 2-8046-0582-5)édition abrégée du facsimilé précédent

## Récompenses
- 1959 : prix Gobert de l’Académie des inscriptions et belles-lettres pour La société politique et la crise de la royauté sous Philippe de Valois[2].
- 1973 : prix Berger pour Histoire de Paris aux XIIIe et XIVe siècles[2].
- 1975 : prix Broquette-Gonin (littérature) de l’Académie française pour Vingt-quatre parapoèmes
- 1984 : prix Robert-Christophe pour Le Duc d'Aumale[4]